# Червоная Поляна (Криворожский район)
Червоная Поляна (укр. Червона Поляна) — посёлок, Даниловский сельский совет, Криворожский район, Днепропетровская область, Украина.
Код КОАТУУ — 1221882907. Население по переписи 2001 года составляло 107 человек.

## Географическое положение
Посёлок Червоная Поляна находится на расстоянии в 0,5 км от села Зелёный Гай. По селу протекает пересыхающий ручей с запрудой. Рядом проходят автомобильная дорога Н-11 и железная дорога, станция Мусиевка в 2-х км.